# Turlina punctata
Turlina punctata är en fjärilsart som beskrevs av Griveaud 1975. Turlina punctata ingår i släktet Turlina och familjen tofsspinnare. Inga underarter finns listade i Catalogue of Life.